# モーグル

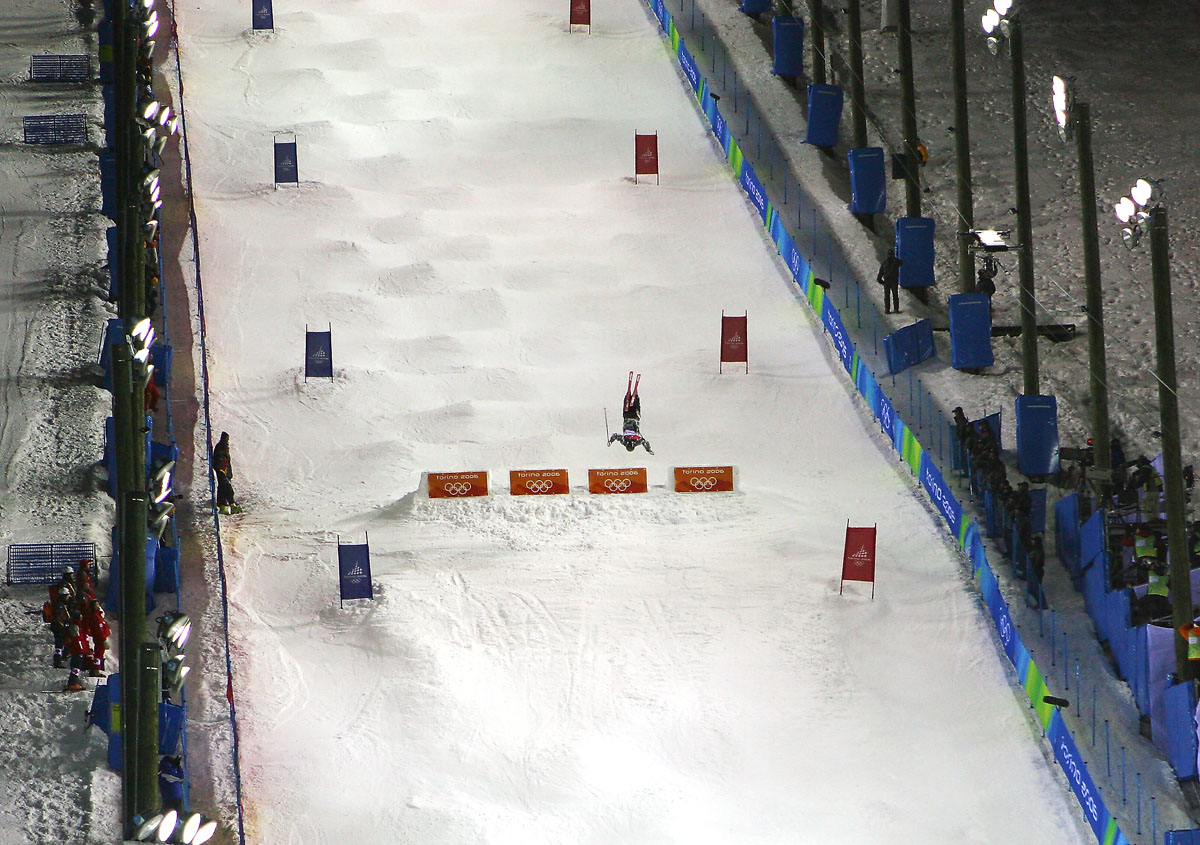
競技風景

モーグル（英語: Mogul）は、スキーにおけるフリースタイル競技の1つ。コブ（凹凸）が深く急な斜面の滑走において、ターン技術、エア演技、スピードに対するターン点、エア点、タイム点の合計点数を競う。1人ずつの採点、ないしワールドカップなどでは2人で同時に滑るトーナメント方式のデュアル競技もある。
用具において一般のゲレンデスキー（アルペンスキー）と違う点はストックがかなり短いこと、ブーツや板のフレックスが柔らかいこと、スキーをずらしやすくするためサイドカーブがあまりないこと、コブをすべる際に前後のバランスがシビアなためスキー板がやや長い点などである。

## コース
全日本スキー連盟の仕様では以下のようになっている。
- 国内A級：コース長 235m±35m、平均斜度 28°±4°、最大斜度 37°、最低斜度 20°
- 国内B級：コース長 210m±30m、平均斜度 23°±3°、最大斜度 28°、最低斜度 15°
- ジュニア：コース長 175m±25m、平均斜度 22°±3°、最大斜度 28°、最低斜度 15°
- デュアル：コース長 200m±50m、平均斜度 25°±5°、最大斜度 37°、最低斜度 15°

## エアの技
選手は上記のコースを滑り降りる間に2回のジャンプを行い、空中で規定の技をいくつか組み合わせた演技を行う。前後のエアは同じ組み合わせであってはいけない。2002-2003シーズン以前はブーツが頭より上にくる様な技は禁止されていたが、2003-2004シーズンからはルール改正により新たにオフアクシスやフリップ系の技が認められ、よりアクロバティックになった。

### 技の種類
アップライト（立ち技）
ツイスター
上半身と下半身を逆方向にひねる (T)
ズートニック
足を揃えたまま、身体を前に折り曲げる (Z)
スプレッドイーグル（スプレッド）
手足を大きく広げる (S)
バックスクラッチャー
身体を後ろに反らせる (Y)
アイアンクロス
足を後ろに曲げて、スキー板を90度に交差させる (X)
ミュールキック
バックスクラッチャーの姿勢から、両足を揃えたまま横から前に出す (M)
コザック
足を左右に広げて、身体を前に折り曲げる (K)
ダーフィー
両手両足を、歩こうとするかのように前後に出す (D)

ループ（サイドフリップ）
前を向いたままの側転 (l)
インバート
フロントフリップ
前転 (f)
バックフリップ
後転 (b)

ストレートローテーション（ヘリコプター）
水平回転 (3、7、10)
オフアクシス
軸をずらして回転する技。技名の後ろには回転数に応じた角度がついている (o)
Dスピン
上半身を斜め後方に、下半身を斜め前方かつ上半身より上に傾けた状態で回転する (7oA、10oA)
コークスクリュー
体を斜めに傾けた状態で横向きに回転する (7oB、10oB)

複合技
フルツイスト
フリップしながら身体を360度ひねる (bF)
スイッチ
後ろ向きでの踏み切り、または着地 (-)
ポジション
回転中にアップライトの技を行う (p)
グラブホールド
スキー板を掴む。セーフティー、ジャパン、リューカン (g)
グラブツウィーク
スキー板を掴む。ミュート、テール、トラックドライバー等高難度技 (G)

技の回数
1. シングル
2. ダブル
3. トリプル
4. クオード
5. クイント

アップライトのみの場合、女子はダブル - トリプル、男子はトリプル - クオードが普通である。

## 採点方法
小数点第2位までの計算でターン点、エア点、スピード点の3つの要素を合計して満点が100点である。
- ターン点　満点60
- エア点　満点20
- スピード点　満点20

7人制または5人制でジャッジが行われる。このうち、エアジャッジが2名、ターンジャッジが7人制では5名、5人制では3名である。ワールドカップ、世界選手権、オリンピックなどの大きな国際大会では7人制、そのほかの国際大会では5人制で行われる。日本の国内大会では、全日本選手権のみ7人制でそれ以外の大会は5人制となっている。
ターン点は、3名のジャッジの合計点で、それぞれのジャッジが20点満点で採点するため、合計で最高点は60点満点となる。7人制では5名のジャッジがターン点をつけるため、5つのジャッジポイントの最高点と最低点の2つをカットし、真ん中の3つのポイントを合計したものをターン点とする。
ターンの質は基本的に以下の4つの項目を基準に採点される。
フォールライン
コブのまっすぐなラインを滑っているか
カービング
カービングターンの質
吸収動作
下半身を使ったコブの吸収動作
上体の動き
上半身のバランス
エアばかりが注目されるが、上記の通り実際には得点の20%であり、60%はターン点で決まる。
小数点第1位までの採点となり、0.0から20.0の200
段階の評価になる。0.1から20.0までを8つの評価グループに分けて採点する。基本的に減点法であり、ミスのないターンであれば減点はないが、ミスがあったり、転倒したりした場合は減点される。
エア点は、2名のジャッジの平均点で1人のジャッジが20点満点で採点する。さらにモーグルでは2回のジャンプ（エア）を採点するため、1つのジャンプの満点が半分の10点となる。3回以上ジャンプをした場合は良い2つの点を採用する。また1回しかジャンプをしなかった場合は、1回分のエア点（10点満点）しか得られない。エアジャッジは、0.0から10.0点の100段階の評価になる。0.1から10.0までを2.0刻みで5つの評価グループに分けて採点する。現在は、技（エア）によって難度点が決められており、ジャッジはこの0.1から10.0の中で点数をつけ、後はその技に難度点をかけたものが1回分のエア点となる。この計算は、コンピュータ上で行われる。
スピード点は、コースの長さ（全長）を女子は8.2m/秒、男子は9.7m/秒で割ることによって、男女のそのコースでのペースタイムを決める。

この計算式で行くとペースタイムと同じタイムで滑った場合は16.0点となる。ただし、この計算式で点数が20以上になっても、満点の20を超えることは無い。

## 主な大会
- オリンピックフリースタイルスキー競技
- フリースタイルスキー・ワールドカップ
- フリースタイルスキー世界選手権

## 歴史

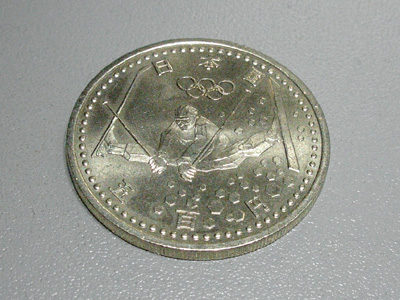
長野五輪記念貨幣

モーグルの起源は、1960年代のアメリカで、コブだらけの斜面を誰が一番早く滑り降りることができるか競争しようという遊びから始まったといわれている。当初はホットドッグスキーなどとも言われていた。1979年から国際スキー連盟（FIS）にフリースタイル部門が設けられ、ワールドカップの開催が始まった。
1986年に初めての世界選手権がフランスのティーニュで開催される。
オリンピック種目としては1988年カルガリーオリンピックで公開種目となり、1992年のアルベールビルオリンピックで正式種目となる。
1995年にデュアル競技がワールドカップで採用され、1999年には世界選手権でもデュアル競技が行なわれた。世界選手権では継続的に行なわれるデュアルであるが、ワールドカップでは度々扱いが変化していて、2003-2004シーズンにはモーグルと統合されてデュアルのポイントがモーグルに含まれるようになったが、2005-2006シーズンにはデュアルが行なわれず、2006-2007シーズンになるとシングルとデュアルの総合ポイントでモーグルの総合優勝を決めて、さらにデュアル単独でも総合優勝を決めるというやや複雑なルールとなった。2007-2008シーズンには再びシングルと統合され、デュアル単独の総合成績は無くなった。

## 語源
語源は雪のこぶ、凸凹を意味する言葉で、スカンジナビア地方・ノルウェー語が元であるという説とドイツ方言が元であるという説がある。なお、Cambridge Dictionaryによればドイツ語でもノルウェー語でもmogulという言葉に「雪のこぶ」あるいは「凸凹」という意味は無い。
ドイツ方言説の例
- "Merriam-Webbster" はこの意味での初出を1956年とし、語源をドイツ方言として、小さな丘を意味する "mugl" との類似を挙げている
- "Oxford Dictionary of Word Origins" は、この意味での元はオーストリアドイツ語の "Mugel" から来ているとしている
- "American Heritage Dictionary" は、バイエルン方言で小さな丘を意味する "mugl" を語源として生まれ、20世紀半ばにアメリカのスキーヤーで用いられた専門用語 "mugel" が変化した説を紹介した上で、干し草の山を意味する古英語 "mūga" との類似を挙げている

スカンディナヴィア・ノルウェー語説の例
- 研究社新英和大辞典 第6版はこの意味での初出を1959年とし、語源をスカンジナビアとして、ノルウェー語方言 "muge" との関連を示唆している
- "Online Etymology Dictionary" は、上述のドイツ方言説と共に、Robert Barnhart による説としてノルウェー語方言で塚などを意味する "mugje/muga" を示した上で、スカンジナビア語源とする説を紹介している